# Pristimantis juanchoi
Pristimantis juanchoi é uma espécie de anuro da família Craugastoridae. Pode ser encontrado na Colômbia. Vive em lugares úmidos, em florestas montanhosas e tropicais.